# Anuleno

[14]anuleno.

[18]anuleno.

Los anulenos son hidrocarburos monocíclicos completamente conjugados. Tienen la fórmula CnHn (para n par) o CnHn+1 (para n impar). Según la nomenclatura IUPAC, los anulenos con 7 o más átomos de carbono se designan con el nombre de [n]anuleno, donde n es el número de átomos de carbono que contienen, aunque a veces se utiliza la misma notación para anulenos más pequeños, y en ocasiones el benceno es designado simplemente como "anuleno".
Los tres primeros anulenos son el ciclobutadieno, el benceno y el ciclooctatetraeno ([8]anuleno). Algunos anulenos, en particular el ciclobutadieno, el ciclodecapentaeno ([10]anuleno), el ciclododecahexaeno ([12]anuleno) y el [14]anuleno, son inestables, siendo el ciclobutadieno extremadamente inestable.
Los anulenos pueden ser aromáticos (benceno, [14]anuleno y [18]anuleno), no aromáticos ([8]anuleno) o antiaromáticos (ciclobutadieno). Sólo el ciclobutadieno y el benceno son completamente planares, aunque el [14]- y el [18]anuleno con todos sus enlaces dobles trans (de tal forma que los hidrógenos se encuentran dentro del anillo) pueden adquirir la conformación planar necesaria para ser aromáticos, ya que, con sus 4n+2  electrones π, cumplen la regla de Hückel.
Muchos de los anulenos grandes como el [18]anuleno son lo bastante grandes como para minimizar las tensiones de Van der Waals entre sus hidrógenos internos y termodinámicamente se pueden calificar de aromáticos. Sin embargo, ninguno de los anulenos más grandes tiene la estabilidad del benceno, ya que su reactividad se acerca más a la de un polieno conjugado que a la de un hidrocarburo aromático.
En el caso de los anulinos, uno de los enlaces dobles es reemplazado por un enlace alquino